# Sound Affects
Sound Affects es el quinto álbum de estudio de la banda inglesa The Jam. Producido por Vic Coppersmith-Heaven y Chris Parry. Lanzado en noviembre de 1980 por el sello Polydor Records.
En el 2013 la revista NME incluyó al álbum en su lista de los 500 mejores álbumes de todos los tiempos, ubicandolo en el puesto 487.

## Listado de canciones
1. "Pretty Green" (2:37)
2. "Monday" (3:02)
3. "But I'm Different Now" (1:52)
4. "Set The House Ablaze" (5:03)
5. "Start!" (2:33)
6. "That's Entertainment" (3:38)
7. "Dream Time" (3:54)
8. "Man In The Corner Shop" (3:12)
9. "Music For The Last Couple" (3:45)
10. "Boy About Town" (2:00)
11. "Scrape Away" (3:59)